# Alfabeto italiano
| Numero | Lettera | Nome    | IPA             | Diacritico |
| ------ | ------- | ------- | --------------- | ---------- |
| 1      | A, a    | a       | /a/             | à          |
| 2      | B, b    | bi      | /b/             |            |
| 3      | C, c    | ci      | /k/ o /tʃ/      |            |
| 4      | D, d    | di      | /d/             |            |
| 5      | E, e    | e       | /e/ o /ɛ/       | è, é       |
| 6      | F, f    | effe    | /f/             |            |
| 7      | G, g    | gi      | /ɡ/ o /dʒ/      |            |
| 8      | H, h    | acca    | —               |            |
| 9      | I, i    | i       | /i/ o /j/       | ì, î, ï    |
| 10     | L, l    | elle    | /l/             |            |
| 11     | M, m    | emme    | /m/             |            |
| 12     | N, n    | enne    | /n/ o /ŋ/ o /ɱ/ |            |
| 13     | O, o    | o       | /o/ o /ɔ/       | ò, ó       |
| 14     | P, p    | pi      | /p/             |            |
| 15     | Q, q    | cu      | /k(w)/          |            |
| 16     | R, r    | erre    | /r/             |            |
| 17     | S, s    | esse    | /s/ o /z/       |            |
| 18     | T, t    | ti      | /t/             |            |
| 19     | U, u    | u       | /u/ o /w/       | ù, ü       |
| 20     | V, v    | vu o vi | /v/             |            |
| 21     | Z, z    | zeta    | /ts/ o /dz/     |            |

L'alfabeto italiano è l'insieme delle lettere usate nel sistema di scrittura alfabetico utilizzato per trascrivere i fonemi propri della lingua italiana. È composto da 21 lettere. Nella pratica sono utilizzate anche altre 5 lettere (lettere straniere), per parole di derivazione per lo più straniera o latina; per l'insieme di tutte le 26 lettere si usa invece il termine alfabeto latino. In passato la lettera J (i lunga) faceva parte dell'alfabeto italiano, ma oggi è usata solo in alcuni nomi, cognomi e toponimi.
È un sistema con una buona corrispondenza tra fonemi e simboli (grafemi), sebbene non perfetto.

## Storia

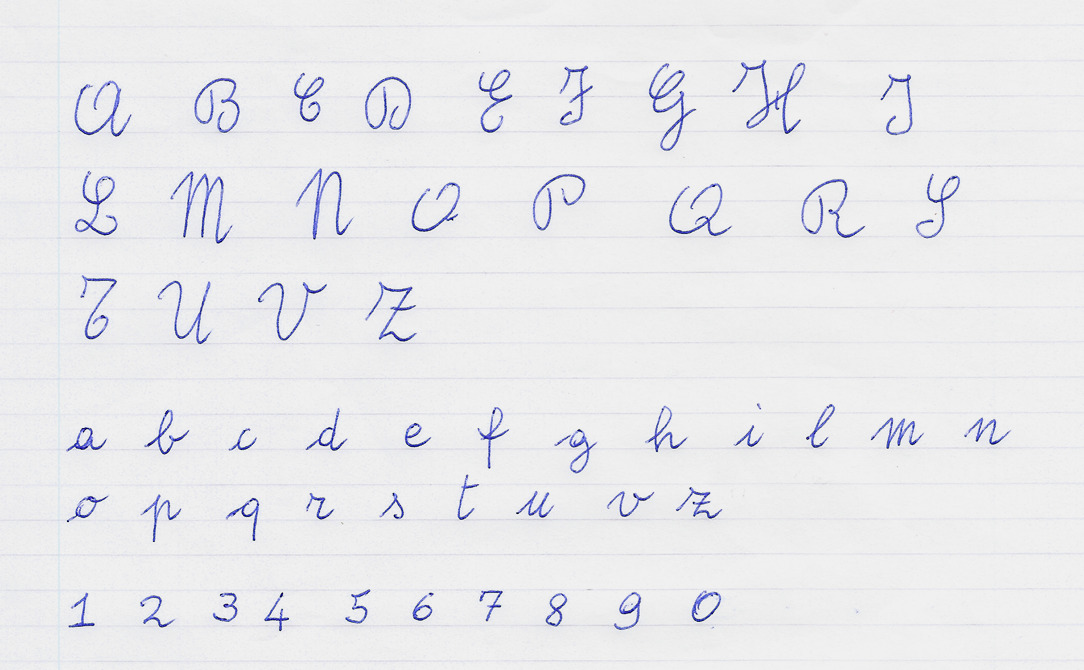
Alfabetiere Corsivo italiano del XX-XXI secolo

L'alfabeto italiano deriva fondamentalmente da quello latino antico, che arrivò a comprendere 24 lettere in età repubblicana:
- A B C D E F G H I K L M N O P Q R S T U V X Y Z

Le sue caratteristiche principali sono le seguenti:
- Il latino classico non distingueva graficamente la U dalla V (il latino classico aveva solo la V, corrispondente al suono della U semiconsonantica, e scriveva parole come divvs per /ˈdiːwus/); in epoca classica e soprattutto nel latino medievale (che è arrivato fino a noi tramite l'uso ecclesiastico) iniziò a farsi sentire una distinzione tra U e V e quindi la nuova consonante venne creata modificando la V in U[7] (operazione simile avvenne con la nascita della G dalla C, nel III secolo a.C., mentre la nascita di C e G palatali non vennero seguite da nuove lettere e questo spiega perché il latino ecclesiastico e l'italiano usano un solo segno per due suoni ben distinti). Oggi a volte si utilizza la pronuncia classica del latino cosiddetta restituita e quindi si tende a leggere tutte le C e G come gutturali e ovviamente a scrivere solo V maiuscola e u minuscola e leggere sempre U nel latino accademico.
- Esisteva poi una sola lettera per indicare i due suoni vocalico e "semivocalico" della I; diversamente da quanto avviene con la U e la V, gli editori moderni solitamente preferiscono evitare l'uso della J per indicare la pronuncia semivocalica della I: si usa dunque scrivere Iulius e non Julius, forse per evitare equivoci dovuti all'interferenza dei valori francese e inglese della lettera J.
- La lettera K era usata in poche parole che mantenevano la grafia latina arcaica (che voleva sempre K prima di A), come kalendae.[8]
- Le lettere Y e Z erano usate solamente in parole greche, così come i digrammi CH, PH, TH e RH.[9]

Anticamente le lettere avevano un'unica forma, più somigliante alle nostre maiuscole o alle nostre minuscole a seconda degli stili di scrittura. Nel corso del Medioevo si cominciò ad alternare nello stesso scritto due diversi stili, uno detto "maiuscolo" e riservato nei titoli alle lettere iniziali di certe parole, e l'altro detto "minuscolo" e usato per il resto del testo. In un secondo momento le lettere minuscole venivano usate insieme alle maiuscole nel testo. Le lettere I, S e V avevano ognuna due diverse forme minuscole. Queste forme non rappresentavano suoni diversi, e la scelta dell'una o dell'altra rispondeva solo a criteri estetici determinati dalla posizione della lettera nella parola, come avviene ancor oggi per il sigma minuscola greca e per le lettere degli alfabeti ebraico e arabo. Ad esempio, la forma v si usava solo all'inizio della parola, e la forma s solo alla fine o dopo altra S; vinum, unus, uva e sessiones si scrivevano dunque: vinum, vnus, vua e ſeſsiones.
Intorno al XVI secolo, la forma lunga della S minuscola (ſ) cesserà di essere usata mentre le due forme di I e V daranno vita a due lettere distinte. L'uso di u e v e di i e j come lettere distinte (e la conseguente creazione delle maiuscole artificiali J e U) si deve al poeta e umanista Gian Giorgio Trissino (1478 - 1550), il quale propose anche di usare le due forme della S e le lettere greche ε e ω per distinguere i due suoni corrispondenti a ognuna delle lettere S, E e O.
A seguito dell'eliminazione dell'H aspirata, il digramma PH scomparirà dalla lingua italiana, sostituito dall'omofona F; sorte analoga subirà il digramma TH, sostituito dalla T.
Le lettere Y, K e X vengono eliminate nel Medioevo, le prime due a causa del loro già scarsissimo utilizzo nella lingua latina (anche se la K era ancora usata ai tempi di San Francesco d'Assisi, v. il Cantico delle creature), la terza per assimilazione in doppia S (es.: "saxus"→"sasso") o per trasformazione in S sorda (es."Xerxes"→"Serse"); l'uso della Z al contrario aumenterà molto, anche perché andrà a sostituire la T del digramma "TI + vocale" (omofona alla Z).
La J inizia a essere usata nel '500 fino all'inizio del XX secolo, sia per indicare il suono semiconsonantico della I (jella), ovvero la "i" intervocalica (grondaja, aja), e come segno tipografico per la doppia i (principj). Le lettere I e J erano ancora considerate equivalenti, per quanto riguarda l'ordine alfabetico nei dizionari e nelle enciclopedie italiani, fino alla metà del XX secolo. Dalla fine dell'Ottocento in poi, la lettera J cadde in disuso, tranne che in alcune parole particolari.

## Precisione fonetica, e corrispondenza tra fonemi e grafemi
Come il croato, lo spagnolo, il ceco, il portoghese e il rumeno, l’italiano presenta una buona trasparenza nella trascrizione grafo-fonemica. Secondo Claude Piron, «In Svizzera, gli alunni di lingua italiana scrivono correttamente alla fine del primo anno di elementare, mentre gli giovani francofoni non scrivono ancora correttamente all’età di 12-13 anni. Perché? Perché l’ortografica italiana è semplice, coerente, mentre quella del francese contiene un numero impressionante di forme arbitrarie che si devono memorizzare con la parola, senza che ci si possa fidare al modo in cui si pronuncia».
Parlando di precisione fonetica bisogna dire che tra le molte lingue scritte con sistemi alfabetici, solo il coreano ha un'alta precisione fonetica (nonostante ricordino degli ideogrammi, quelle del coreano sono vere e proprie lettere). La scrittura meramente fonetica pone molti problemi, come ad esempio la necessità di distinguere tra i foni della /n/ nasale alveolare (nano, pensare), della /ŋ/ nasale velare (fango) e la nasale labiodentale /ɱ/ (vanvera), che sono invece rappresentati dalla sola lettera N praticamente in ogni lingua che fa uso di questa lettera. Sarebbe tanto difficile spiegare questa differenza praticamente non udibile quando si insegna a leggere, così come sarebbe inutile puntare a tale precisione. Gli alfabeti, per quanto sembrino precisi cercano di raggiungere una sorta di compromesso tra precisione fonetica e praticità; non ci si riferisce qui ai sistemi di scrittura non fonetici, come quello inglese, in cui la correlazione suono/lettera è molto debole.
Come accennato, la corrispondenza tra fonemi e grafemi dell'italiano è buona, sebbene non perfetta; l'alfabeto italiano non punta neanche al paradigma "ad ogni suono una lettera, a ogni lettera un suono" e fa ricorso a digrammi e trigrammi. Per fronteggiare la necessità di scrivere nuovi suoni che non erano presenti nel latino antico, alcune regole hanno permesso di creare digrammi o modificare le regole di lettura senza dover aggiungere nuove lettere, e spesso senza dover modificare l'ortografia e dover riscrivere le opere. Per esempio il suono della C è diventato "dolce" davanti a E e I (ce, ci) rappresentando il fonema /t͡ʃ/; poiché l'aspirazione era decaduta, la lettera H è diventata muta viene usata nei casi in cui si vuole mantenere il suono /k/ davanti a E e I (che, chi); davanti alle «ce, ci» precedute da s veniva difficile pronunciare «s-ce, s-ci» per cui è stato introdotto il suono /ʃ/. Ancora oggi è possibile notare l'alternanza tra /ʃ/ e /sk/, in diverse voci dello stesso verbo, come crescere (/ʃ/) che presenta voci come cresco (/sk/), ma anche tra pescare e pesce, entrambe con origine nella parola latina piscis (/ˈpiskis/ nel latino antico).
Questo processo ebbe inizio già durante l'evoluzione del latino, che dalla pronuncia più antica si andò avvicinando a quella oggi detta pronuncia ecclesiastica, molto più vicina all'italiano.

## Lettere e pronuncia
In seguito sono trattati i vari grafemi, e i loro significati fonetici.

### Vocali

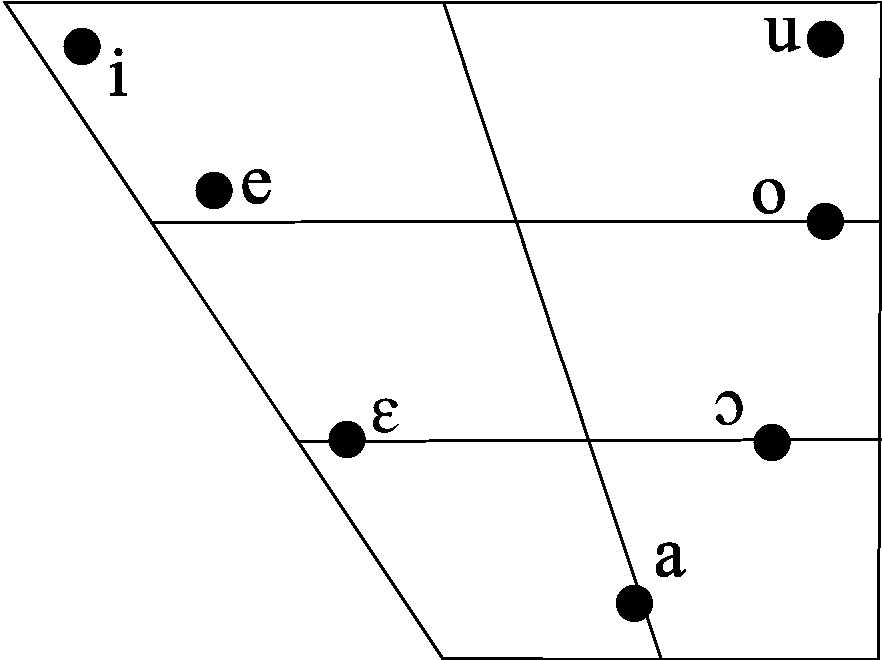
Le 7 vocali nella lingua italiana

L'alfabeto italiano presenta 5 segni vocalici (a, e, i, o, u) per trascrivere i sette fonemi vocalici presenti in italiano (IPA: /a/, /ε/, /e/, /i/, /ɔ/, /o/, /u/).
E e O possono essere "aperte" o "chiuse", per cui l'accento sarà acuto o grave a seconda dell'apertura della vocale:
- «E» può rappresentare entrambi i fonemi: /e/ e /ɛ/
- «O» può rappresentare entrambi i fonemi: /o/ e /ɔ/

Se è vero che esiste una diversa accentazione per distinguere tra i fonemi (è, é, ò, ó), è anche vero che l'accento grafico in italiano può essere solo sulla vocale tonica di una parola, e comunque non è obbligatorio se non nelle parole tronche (nelle quali l'accento cade alla fine). Bisogna quindi ricordare di usare l'accento grave o acuto solo in tali parole, ad esempio:
- perché piuttosto che perchè
- caffè piuttosto che caffé

L'errore dell'accento non causa incomprensioni, esiste l'esempio classico bótte / bòtte in cui l'accento può modificare il significato della parola: bótte è il contenitore del vino mentre bòtte è il plurale di botta (sinonimo di colpo). Anche in questo caso i significati sono talmente diversi che il contesto basta a dissipare l'ambiguità. Un altro esempio di omografo è rappresentato da pèsca/pésca: pèsca, con la e aperta, indica il frutto, mentre pésca, con la e chiusa, indica l'attività del pescare e anche il risultato del pescare. Nella scrittura a mano si tende a non far differenza grafica tra accenti gravi e acuti, che diventano importanti nei testi scritti elettronicamente o stampati.
Come per s, z esiste una certa libertà di pronuncia, diversa nelle varie parlate regionali (influenzate dai dialetti italiani), consentendo di mantenere l'identità di scrittura. La dizione "neutrale" è insegnata dalla ortoepia italiana e riguarda in genere attori, personaggi politici o dello spettacolo che hanno bisogno di nascondere il proprio accento regionale.

#### Vocali che possono assumere valore semiconsonantico
Nel caso della I e della U si noti anche che possono essere semiconsonanti formando dittonghi con altre vocali. Non cambia il loro suono, ma assumono il valore di consonante e sono indicate foneticamente come /j/ e /w/: ieratico, noia, uomo, guardare. La I in forma semiconsonantica in passato era indicata con la lettera J: noja, Jacopo; in tale forma è stata preservata in alcuni nomi propri (soprattutto in toponomastica) e cognomi: Jesolo, Jacuzzi, Jacopo. Nei nomi maschili che iniziano con la semiconsonante /j/ (anche se scritta con lettere straniere) si dà l'articolo "lo": lo juventino, lo yogurt.

#### Accento grafico
Ogni vocale può ricevere l'accento tonico, che in genere non è obbligatorio, fatta eccezione per le parole tronche (con l'accento sull'ultima vocale). La stragrande maggioranza delle parole plurisillabe italiane hanno l'accento sulla penultima vocale. Nella quasi totalità dei casi, se l'accento cade prima della penultima vocale il lettore italiano riconosce facilmente dove esso cade, rendendo l'accento superfluo. Si pone però il problema per chi non è italiano di madrelingua e incontra parole nuove, che dovrà ricorrere a un dizionario, dove l'accento grafico è sempre indicato. Le parole rese ambigue dall'accento sono poche, l'esempio tipico è princìpi (plurale di principio) e prìncipi (plurale di principe).

### Consonanti
L'alfabeto italiano si serve di 16 consonanti: B, C, D, F, G, H, L, M, N, P, Q, R, S, T, V, Z. In italiano è molto diffuso il fenomeno della geminazione consonantica, cioè le consonanti doppie, lette con una durata maggiore e che può essere distintiva di due parole, come note (plurale di nota) e notte (intervallo di tempo opposto al dì).
La maggior parte di esse rappresenta un solo fonema (o fonemi difficilmente distinguibili, come la N velare o alveolare): B, D, F, L, M, N, P, Q, R, T, V.
- b (bi): [b]
- d (di): [d̪], normalmente trascritto [d].
- f (effe): [f]
- l (elle): [l]
- m (emme): [m]
- n (enne): [n] (vedi sotto)
- p (pi): [p]
- q (qu): [k]: si unisce sempre a u+vocale (vedi sotto)
- r (erre): [r]
- t (ti): [t̪], normalmente trascritto [t]
- v (vu o vi[7]): [v]

In seguito si segnalano le lettere che hanno delle regole particolari di lettura.
Lettera C (ci): trascrive l'affricata postalveolare sorda (pronuncia [t͡ʃ], detta C dolce) se seguita da E oppure I, trascrive l'occlusiva velare sorda (pronuncia [k], detta C dura) se seguita da A, O, U, consonante oppure in finale di parola.
Lettera G (gi): trascrive l'affricata postalveolare sonora (pronuncia [d͡ʒ], detta G dolce) se seguita da E oppure I, trascrive l'occlusiva velare sonora (pronuncia [ɡ], detta G dura) se seguita da A, O, U, consonante oppure in finale di parola.
Lettera H (acca): è un grafema muto: non esistendo più l'aspirazione, viene sfruttato, oltre che nei digrammi «ch» e «gh», anche nell'ortografia per distinguere termini omofoni in alcune forme del verbo avere: (ho, hai, ha, hanno), per distinguerle da altre parole di suono identico (o, ahi, ai, a, anno) e nelle interiezioni proprie "ah", "oh", "eh". Anche nel latino tardo la h non si pronunciava e perciò non si è conservata (homo>uomo; humidus>umido; hora>ora). Il fonema [h] in italiano esprime un suono solo nelle onomatopee, come in quella usata per rappresentare una risata: hahaha si può leggere [aaˈa], con [hahaˈha] oppure intercalando a col suono /ʔ/ [aʔaˈʔa]; è usata in alcune interiezioni: ahia! [ˈajja] , ahi!. La lettera acca è usata anche in parole di origine straniera (hotel, hall), e tende a essere muta indifferentemente dal suono della lingua di origine.
Lettera N (enne): si assimila sempre al luogo di articolazione della consonante seguente. Ciò significa che ha un suono leggermente diverso a seconda della lettera che segue:
- si legge [n] se è seguita da vocale o da consonante qualsiasi (non /f/, /v/, /p/, /b/, /ɡ/, /k/);
- si legge [ŋ][19] se seguita da consonante velare (/k/ o /ɡ/);
- si legge [ɱ][20] se seguita da consonante labiodentale (/f/ o /v/)[21]

Lettera Q (qu): trascrive l'occlusiva velare sorda (pronuncia [k]), esattamente come la C dura.. La lettera Q si unisce sempre a u+vocale, dando vita al suono [kw] (quando [ˈkwando]), con le seguenti regole:
- il suono [ku] + consonante si rende sempre con cu (es.: cuculo [kuˈkuːlo]), salvo le poche eccezioni elencate di seguito:
- per ragioni etimologiche, cu rende il suono [kw] + vocale nelle seguenti parole: acuire, arcuare, arcuato, circuire, circuito, cospicuo, cospicuamente, cui, cuocere, scuocere, cuoco, cuoio, scuoiare, cuore, batticuore, crepacuore, malincuore, rincuorare, evacuare, evacuazione, innocuo, innocuità, innocuamente, lacuale, percuotere, perspicuo, perspicuità, perspicuamente, proficuo, proficuità, proficuamente, promiscuo, promiscuità, promiscuamente, scuola, doposcuola, scuolabus, taccuino, riscuotere, scuotere, vacuo, vacuità, vacuolo;
- il gruppo qu si raddoppia [kkw] con cqu (acqua [ˈakkwa]), salvo alcuni casi arcaici in cui si usa il raddoppiamento qqu (soqquadro, beqquadro, biqquadro, soqquadrare; [sokˈkwaːdro]...)

Lettera S (esse): trascrive sia la fricativa alveolare sorda (pronuncia [s]) sia la corrispondente sonora (pronuncia [z]). La pronuncia si può ricavare da regole di eufonia (vedi S sorda), con un certo livello di incertezza per la s intervocalica, dovuto alle influenze regionali.
Lettera Z (zeta): trascrive sia l'affricata alveolare sorda (pronuncia [t͡s]) sia la corrispondente sonora (pronuncia [d͡z]). Nonostante alcune regole diano una certa sicurezza su molte parole, per altre bisogna essere al corrente dell'uso o consultare un dizionario. In genere l'errata pronuncia non porta a incomprensioni con l'eccezione della parola "razza", che pronunciata /'ratt͡sa/ può indicare la razza di una specie animale, oppure se pronunciata /'radd͡za/ indica un ordine di pesci detti anche raiformi.

## Digrammi e trigrammi
Oltre ai già trattati «ch» e «gh», si usano altri tre digrammi, nonché due trigrammi per rappresentare fonemi presenti nella lingua e che non hanno un corrispondente grafema:
- il digramma «gn» (seguito da tutte le vocali) per /ɲ/ :

ignaro, agnello, ragni, gnomo, ognuno.
- il digramma «sc» (seguito da e, i) per /ʃ/:

crescere, fasci, sciare.
- il trigramma «sci» (seguito da a, o, u) per /ʃ/:

sciame, sciopero, asciutto.
- il digramma «gl» (seguito da i) per /ʎ/

agli, figli.
- il trigramma «gli» (seguito da a, e, o, u) per /ʎ/

famiglia, foglie, aglio, pagliuzza.

## Lettere straniere
Le lettere J (i lunga), K (cappa), W (vi/vu doppia o doppia vi/vu), X (ics) e Y (ipsilon o i greca) sono dette "lettere straniere", in quanto compaiono raramente nei nomi e nelle parole italiane. Si trovano soprattutto in nomi di persona, cognomi, nomi di luogo e termini scientifici derivanti dal greco, dal latino o da lingue moderne.
Per altre lettere straniere si tende a sostituirle con la lettera più simile dell'alfabeto latino di base (ad esempio il cognome polacco di Papa Giovanni Paolo II era Wojtyła viene in genere trascritto Wojtyla) per problemi con la scrittura a macchina prima e al computer oggi. Per "alfabeto latino di base" si intende, in informatica l'alfabeto latino esteso a 26 lettere, comprendendovi anche la w e la j, non presenti nell'alfabeto latino antico, e la u, che fu introdotta nell'alfabeto latino solo nel Rinascimento; esso corrisponde all'alfabeto inglese (che comunque deriva da quello latino).
In seguito sono elencati i suoni principali di tali lettere nell'italiano.
Lettera J (i lunga)in italiano si pronuncia come la lettera "I" consonantica (ossia seguita da una vocale), come in Jesi, Jesolo, Juventus, junior, Jacopo. I nomi che iniziano per questa semiconsonante, se maschili prendono gli articoli lo/gli. È stata inserita nell'alfabeto italiano nel Cinquecento, ma nell'Ottocento cadde in disuso e fu eliminata: oggigiorno, infatti, tranne che in cognomi (es. Jannacci), toponimi (es. Jesolo) e poche altre parole (es. juventino, jella, jena, jota, juta, fidejussione) si preferisce sempre la grafia "I", equivalente dal punto di vista fonetico se posta fra due vocali (es. gioia invece di gioja). D'altronde molti vocabolari, soprattutto i meno recenti, non considerano la J come una lettera a sé stante, ma come una semplice variante grafica della I semiconsonante.
Lettera K (cappa): si pronuncia come una "C" dura, come in Kenya, kerosene, kripton.
Lettera W (vi/vu doppia o doppia vu; talvolta anche al maschile "vi/vu doppio"): si pronuncia come la lettera "V" (in Walter, Wanda, Wolframio, water ecc.).
Lettera X (ics): è una lettera doppia e si pronuncia come una "C" dura seguita da una "S": "CS", come in xilofono, uxoricidio, xenofobia, nel prefisso extra, nei cognomi come Craxi e Bixio, nei toponimi e altri nomi sardi come Arbatax.
Lettera Y (ipsilon): derivante dal greco, si pronuncia come la lettera "I". Solitamente è pronunciata come la semiconsonante [j] come in yogurt (di origine turca), yo-yo (dal filippino), yoga (di origine indiana).
Le lettere "J", "K", "W", "X" e "Y" sono inoltre a volte usate in italiano per parole prese in prestito da lingue straniere; in questi casi si devono pronunciare in modo diverso, a seconda della lingua dalla quale provengono le parole, come in: jazz, jumbo jet, abat-jour, Juan, kaiser, mojito, western, würstel. La pronuncia di tali parole può comunque essere molto adattata alla fonetica italiana. Ad esempio, in judo la J rappresenta il suono [d͡ʒ] ("giudo"), mentre per le parole di origine francese indica il suono [ʒ] (abat-jour [abaˈʒur]). Similmente la lettera W, nelle parole provenienti dall'inglese è pronunciata come la U semiconsonantica [w], mentre, in quelle di origine tedesca il suono [v].